# Monraburg

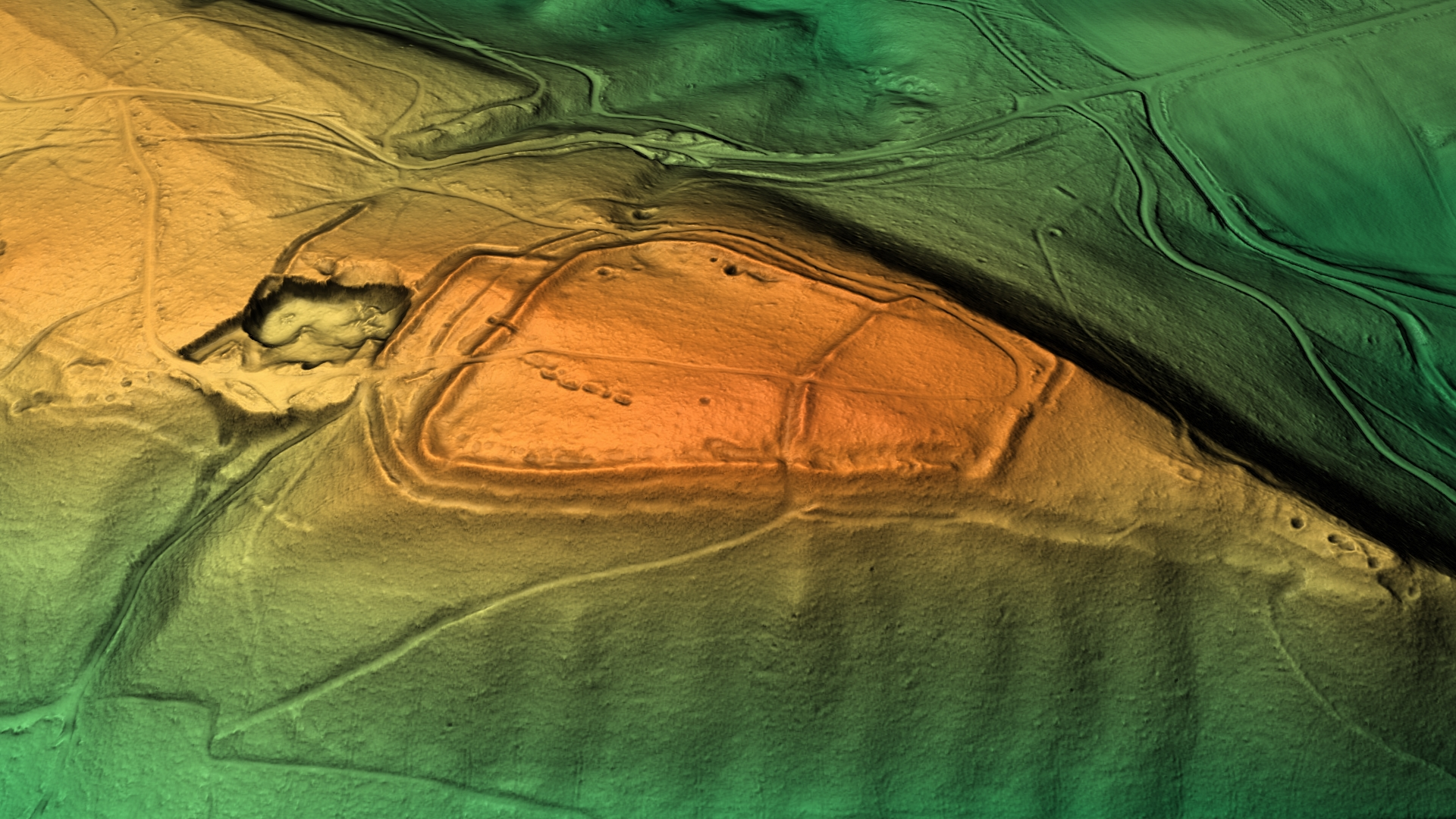
3D-Ansicht des digitalen Geländemodells

Die Monraburg ist eine Burgruine bei Großmonra im Kreis Sömmerda in Thüringen. Von der Wallburg sind noch Teile der Wallanlage erhalten.
Die Burg steht heute als Bodendenkmal unter Schutz.

## Geographische Lage
Die Ruine der Höhenburg befindet sich auf 377 m ü. NN nördlich oberhalb des Ortes Großmonra in Nachbarschaft zum Künzelsberg, der höchsten Erhebung des Höhenzugs Schmücke. Am Ausgang des Großmonraer Ortsteil Burgwenden erhebt sich zur linken Hand die Wendenburg. Daran anschließend folgt der Höhenzug Monraburg mit den sehenswerten Überresten der vor- und frühgeschichtlichen Wallanlage. Der Scheideweg unterhalb der Erhebung führt rechterhand zum Kammerforst und linkerhand steil ansteigend auf die Monraburg und weiter zum Künzelsberg.

## Geschichte
Die Region um den Ort Großmonra an der Schmücke war bereits in der Jungsteinzeit besiedelt. Nördlich des Dorfes lag die spätbronzezeitliche und frühmittelalterliche Wallburg Monraburg. Der Name der Burg leitet sich vom Namen des ursprünglichen Ortes „Monhore“ (Monra) her. Unter den bronzezeitlichen Wallburgen im Thüringer Becken wird die Monraburg als die Bedeutendste angesehen.
Die bronzezeitliche Wallanlage wurde wohl zur Merowingerzeit von den Franken erneut befestigt, sie gründeten am Fuß des Berges einen Wirtschaftshof, den sie „curtis Monhore“ nannten. Diesen schenkte der in Würzburg residierende Herzog Thüringens, Hedan II., als Monhore (siehe Schenkungsurkunde) am 1. Mai 704 dem Missionar und Bischof Willibrord von Utrecht.
Die merowingerzeitliche Wallburg gehörte offenbar zu den frühesten Stützpunkten der Franken während der Landnahme. Aus dem Bereich der Monraburg stammen einige der wenigen thüringischen Funde aus der Merowingerzeit. Es wird davon ausgegangen, dass diese die Burg nutzten.
Im 10. Jahrhundert kam der Komplex an das Mainzer Petersstift. Die Bedeutung der Wallburg hat anscheinend schnell nachgelassen, denn es wurde nur noch die Kapelle auf dem östlichen Vorsprung des Höhenzugs genutzt und die Steine der anderen Burggebäude für den Bau des nahe gelegenen Schlosses Beichlingen. Noch im Jahr 1264 wurde die Burg als Besitz des Mainzer Petersstift verzeichnet.
Auch der Vorgängerbau der Dorfkirche Beichlingens wurde im Jahr 1710 mit Steinen von der Monraburg erbaut.
Die Stelle der Burg ist heute noch von hohen Erdwällen umschlossen. Die umschlossene Fläche ist etwa fünf Hektar groß. Die Stelle der Kapelle ist nachweisbar. Die Wallanlagen werden durch Schilder erläutert.
Die Kapelle auf der Monraburg soll erst im Dreißigjährigen Krieg zerstört worden sein.
Die Monraburg erweist sich zusammen mit der angrenzenden Wendenburg als zentraler Teil eines verzweigten Wallsystems, das den ganzen Höhenrücken der Schmücke überzieht. Die heute noch sichtbaren, terrassenförmig übereinander gebauten Erdwälle auf der Schmücke reichen weit in die Vorzeit zurück. Steinwaffen, bearbeitete Feuersteine und ähnliche Lesefunde zeugen von der Anwesenheit vorzeitlicher Siedler in diesem Wallsystem.
Die Vorgängerbauten des Schlosses Beichlingen – das steinerne Hohe Haus, zuvor im 9. Jahrhundert wohl eine hölzerne Burg sowie deren mutmaßliche Vorgänger in Form einer Wallburg mit Palisaden – gehörten vermutlich auch dem umfangreichen Wallsystem der Schmücke zu.